# Hochheim (Thuringe)
Pour les articles homonymes, voir Hochheim.
Hochheim est un quartier de la commune de Nessetal, dans le land de Thuringe en Allemagne. L'ancienne municipalité a été rattachée administrativement le 1er janvier 2019. C'est le lieu de naissance du théologien et philosophe Eckhart von Hochheim, dit Maître Eckhart (v.1260-1328).

## Géographie
Le village se trouve dans le nord de l'arrondissement de Gotha, près de la limite avec l'arrondissement d'Unstrut-Hainich, à 9,5 km au nord-est de Gotha, le chef-lieu de l'arrondissement. Il se situe dans les contreforts du Hainich, un ensemble de collines au nord-ouest du bassin de Thuringe, sur la rive droite de la Nesse.
Jusqu'en 2019, Hochheim appartenait à l'ancienne communauté d'administration Mittleres Nessetal. Localités limitrophes (en commençant par le nord et dans le sens des aiguilles d'une montre) : Bad Langensalza, Westhausen, Warza, Goldbach et Wangenheim.

## Histoire
Des découvertes de la culture rubanée attestent d'un peuplement précoce de la région. La première mention du village de Hochheim en Thuringe date de 778 dans un acte de donation à l'abbaye de Fulda. Aux environs de 1260 nait à Hochheim Maître Eckhart. Une église est mentionnée dans l'an 1411 ; elle est reconstruite en style gothique tardif vers 1515.
Le domaine était la possession des seigneurs de Wangenheim, ministériels de Fulda puis des landgraves de Thuringe. Situé dans les duchés ernestins, Hochheim a fait partie du duché de Saxe-Gotha-Altenbourg à partir de 1672 et du duché de Saxe-Cobourg-Gotha (cercle de Gotha) de 1826 jusqu'à la fin de la Première Guerre mondiale.
En 1922, après la création du land de Thuringe, la commune de Hochheim est intégrée au nouvel arrondissement de Gotha avant de rejoindre le district d'Erfurt en 1949 pendant la période de la République démocratique allemande jusqu'en 1990.

## Démographie
| 1910 | 1933 | 1939 | 1995 | 2000 | 2005 | 2010 |
| ---- | ---- | ---- | ---- | ---- | ---- | ---- |
| 578  | 588  | 621  | 545  | 557  | 508  | 461  |

## Communications
Le village est traversé par la route locale K7 qui rejoint à l'est Westhausen et la route nationale B247 (Gotha-Bad Langensalza) et Goldbach au sud.